# Roma clásica
La denominación Roma clásica hace referencia al periodo clásico de la Antigua Roma, y aunque a veces se emplea extendiéndose a toda la dimensión temporal de ésta (del siglo VIII a. C. al siglo V d. C.) más propiamente debe reservarse para el final de la República romana (siglo II a. C. y siglo I d. C.) y el comienzo del Imperio romano (siglo I y siglo II), la fase denominada Principado (dinastías Julio-Claudia y Antonina hasta Marco Aurelio), siendo los siglos de la decadencia romana (del siglo III al siglo V) considerados un periodo no clásico.
En términos políticos, sociales y económicos, la Roma clásica se caracteriza por la adaptación de 
las instituciones republicanas al ejercicio personal del poder (dictaduras e Imperio), la expansión territorial, el fin de las luchas sociales anteriores entre 
patricios y plebeyos, en beneficio de un concepto de ciudadanía estratificada en categorías económicas (aristocracia senatorial, clase ecuestre...) y el predominio del modo de producción esclavista, acabándose con la crisis del siglo III. Las formas culturales se caracterizan por la influencia de la cultura helenística, mientras que el periodo anterior provenía en mayor medida de la herencia etrusca y el desarrollo endógeno de la cultura latina; y en el periodo posterior se vio grandemente influido por el cristianismo.